# リベンジャー・スクワッド 宿命の荒野
『リベンジャー・スクワッド 宿命の荒野』（リベンジャースクワッド しゅくめいのこうや、Black '47）は2018年のアイルランドの歴史アクション映画。
監督はランス・デイリー、出演はヒューゴ・ウィーヴィングとジェームズ・フレッシュヴィルなど。
英国の支配下でジャガイモ飢饉の中にあった1847年のアイルランドを舞台に、家族や親族を死に追いやった者たちに残酷な復讐を続けるアイルランド人脱走兵と彼を追うことになったアイルランド警察の警部補だった死刑囚を描いている。
2018年2月に開催された第68回ベルリン国際映画祭で初上映された。
日本では劇場未公開だが、2021年4月1日にWOWOWの「ジャパンプレミア」枠で放映された。

## ストーリー
イギリスの支配下でジャガイモ飢饉の中にあった1847年のアイルランド。生まれ故郷の村に帰ってきた脱走兵フィーニーは、母が病で亡くなり、弟も軽微な罪で処刑されたことを知る。さらに亡き弟の妻とその子供たちも当局から家を奪われ、極寒の中で餓死する。フィーニーは家族らを死に追いやった者たちを次々と残酷な方法で殺し始める。一方、イギリス軍は脱走兵であるフィーニーを捕らえるため、ポープ大尉と死刑囚である元警部補ハナを派遣する。
ポープや警察など、追手をかわして次々と復讐を果たしていくフィーニーは遂に領主であるキルマイケル卿を捕らえることに成功する。その際にハナはフィーニーを撃てる状況でありながら、敢えてそうしなかったことから逮捕され、処刑されることになる。実はハナは軍在籍時にフィーニーに命を救われた過去があったのである。ハナの処刑の瞬間、フィーニーが攻撃を始め、ハナは無事に脱出、フィーニーに加勢する。その際に囮としてフィーニーの姿にさせられたキルマイケル卿がポープらに誤って射殺される。ハナとフィーニーが脱出しようとしたところを、フィーニーに撃たれて傷を負っていたポープがフィーニーを撃つ。ハナとフィーニーはそのまま脱出するが、その先でフィーニーはハナに「戦わずにアメリカに行け」と言い遺して亡くなる。キルマイケル卿の遺体が運ばれる中、ポープは帰路につく。その姿を見たハナはポープを追うのか、フィーニーの遺言通りにアメリカに向かうのか、どちらを選択するのか明らかにされないまま物語は終わる。

## キャスト
- ハナ: ヒューゴ・ウィーヴィング - 死刑囚。アイルランド警察の元警部補。
- マーチン・オ・フィーニー: ジェームズ・フレッシュヴィル（英語版） - 英軍から脱走したアイルランド人の伍長。
- コニーリー: スティーヴン・レイ - ハナらの通訳になったアイルランド人。
- ポープ大尉: フレディ・フォックス - フィーニーを捕らえるために派遣された将校。
- ホブソン: バリー・コーガン - 馬の世話係としてポープらに同行することになったアイルランド人兵士。
- フィッツギボン: モー・ダンフォード - アイルランド警察の巡査部長。
- エリー: セーラ・グリーン - フィーニーの亡き弟の妻。
- キルマイケル卿: ジム・ブロードベント - フィーニーの故郷の領主。

## 製作
撮影は2016年11月から2017年1月までアイルランドのコネマラ山地、キルデア県、ウィックロー県で行われた。

## 作品の評価

### 映画批評家によるレビュー
Rotten Tomatoesによれば、批評家の一致した見解は「『リベンジャー・スクワッド 宿命の荒野』はその残酷で冷徹なアクションを一見深そうに見えるジャンルのストーリーテリングで支えているが、その壮大な野心は間違いなく手に余っている。」であり、55件の評論のうち高評価は78%にあたる43件で、平均点は10点満点中6.8点となっている。
Metacriticによれば、12件の評論のうち、高評価は7件、賛否混在は4件、低評価は1件で、平均点は100点満点中65点となっている。

### 受賞歴
| 賞                             | 部門                | 対象者                                      | 結果       |
| ------------------------------ | ------------------- | ------------------------------------------- | ---------- |
| 第16回アイルランド映画テレビ賞 | 2019年作品賞        |                                             | 受賞       |
| 第16回アイルランド映画テレビ賞 | 監督賞              | ランス・デイリー                            | ノミネート |
| 第16回アイルランド映画テレビ賞 | 助演男優賞          | スティーヴン・レイ                          | ノミネート |
| 第16回アイルランド映画テレビ賞 | オリジナル音楽賞    | ブライアン・バーン                          | ノミネート |
| 第16回アイルランド映画テレビ賞 | 音響賞              | ファイオナン・ヒギンズ ロバート・フラナガン | ノミネート |
| 第16回アイルランド映画テレビ賞 | メイクアップ&ヘア賞 | リンダ・ギャノン リズ・バーン               | 受賞       |